# Quintetto per archi n. 2 (Spohr)
Il Quintetto n. 2 op.33 n. 2 in sol maggiore di Louis Spohr fu composto alla fine del 1813 subito dopo la composizione del Nonetto e, benché sia il secondo dell'opera 33, in realtà è stato composto per primo. Devoto cultore della musica di Mozart, Spohr adotta per il suo primo quintetto d'archi la versione mozartiana con due viole, invece di aggiungere al quartetto d'archi un secondo violoncello alla maniera dei quintetti di Boccherini.
I due quintetti dell'opera 33 risalgono al periodo (1813-1815) in cui Spohr era direttore al Theater an der Wien di Vienna e si collegano al rapporto fra il compositore e Johann Tost, il violinista dell'orchestra Esterházy per il quale Haydn scrisse due gruppi di quartetti (op.54-55 ed op.64) e Mozart i due quintetti K.593 e K.614.

## Discografia
- Quartetto Danubius con Sándor Papp (viola II), Naxos 8.555965[2]